# Anna Laetitia Barbauld
Anna Laetitia Barbauld [ejtsd: bárbó] (Kilworth Harcourt (Leicestershire), 1743. június 20. – Stoke Newington, 1825. március 9.) angol költő és író.

## Élete
Édesapja, John Aikin pap volt, édesanyja Jane Jennings. Barbauld első műve, a Poems (1773) oly nagy feltűnést keltett, hogy egy év alatt négy kiadást ért, s utána mindjárt Miscellaneous pieces in prosa (London, 1773) címe munkája jelent meg, mely szintén nagy tetszéssel találkozott. 1774-ben nőül ment Rochemont Barbauld disszenter-pap és nevelőintézet-tulajdonoshoz Palgrave-ben (Suffolk) és főképp tanítással foglalkozott. 1785 és 1786-ban férjével beutazta Svájcot és Franciaországot és vele utóbb Hampsteadbe, majd Stoke Newingtonba költözött. Az 1775-ben kiadott bibliai Devotional pieces után a gyermekek számára Hymus in prose címmel kötetet írt, melyet sok nyelvre lefordítottak, Early lessons című korszakalkotó munkájával pedig a gyermeknevelés kezdetének művészetét mozdította elő. További munkái számos szépirodalmi mű kritikai és biografiai kiadásán kívül: The female speaker (London, 1811), A legacy for young ladies (kiadta unokahuga, Lucy Aikin, 1825).

## Magyarul
- Elmélkedések az ifjúság számára; ford. Szemásem István, Bihun Pál; Szt. Bazil-Társulat Ny., Ungvár, 1902